# Фридрих фон Боланден
Фридрих фон Боланден (на немски: Friedrich von Bolanden; † януари 1302) е от 1272 до 1302 г. епископ на Шпайер.

## Биография
Той е син на Вернер IV фон Боланден в Рейнланд-Пфалц († 1258/1262) и първата му съпруга Кунигунда фон Лайнинген († сл. 1236), дъщеря на Фридрих II фон Лайнинген († 1237), граф на Саарбрюкен и на Лайнинген, и съпругата му Агнес фон Еберщайн. Кунигунда е сестра на Хайнрих фон Лайнинген, епископ на Вюрцбург и епископ на Шпайер († 18 януари 1272). Според други източници той е син на втората съпруга на баща му Имагинис фон Меренберг, дъщеря на Конрад фон Меренберг и първата му съпруга Гуда.
Фридрих последва през март 1272 г. чичо си Хайнрих фон Лайнинген като епископ на Шпайер. Гробът му се намира в манастир Ойсертал.